# 清流館
清流館（朝鲜语：／ Ch'ŏngnyugwan）位於朝鮮平壤直轄市 萬景台區域普通江畔之東城洞的餐館，與蒼光院及平壤滑冰館為鄰，該餐館於1981年12月開始建設，1982年4月金日成70歲壽誕之際正式營業，馳名菜肴為平壤冷麵。

## 建築
船形建築物，以彩色寶石砌成地板，螺旋形樓梯圍繞懸掛燈飾，大廳有朝鮮名勝金剛山裡之三日浦壁畫。二樓及四樓供應神仙爐（火鍋）及烤肉。

## 公共交通
平壤地鐵革新線黃金谷站